# Вулкан (Лоевский район)
Вулкан (бел. Вулкан) — деревня в Малиновском сельсовете Лоевского района Гомельской области Беларуси.

## География

### Расположение
В 20 км на северо-запад от Лоева, 60 км от железнодорожной станции Речица (на линии Гомель — Калинковичи), 80 км от Гомеля.

### Гидрография
На юге мелиоративный канал.

## Транспортная сеть
Транспортные связи по просёлочной, затем автомобильной дороге Брагин — Холмеч. Планировка состоит из прямолинейной, близкой к широтной ориентации улицы, застроенной двусторонне деревянными крестьянскими усадьбами.

## История
Основана в начале XX века переселенцами из соседних деревень. Ойконим «Вулкан» — метафора, имеющая переносный смысл быстрых общественных преобразований, стремительного и кардинального изменения сельского образа жизни. Такое восприятие действительности и отражение его в топонимии характерно для начала существования советской власти. Наиболее активная застройка приходится на 1920-е годы. В 1930 году организован колхоз «Вулкан», работали ветряная мельница и кузница. В результате катастрофы на Чернобыльской АЭС подверглась радиационному загрязнению и отнесена к категории населённых пунктов с правом на отселение. В составе колхоза имени К. Маркса (центр — деревня Малиновка).

## Население

### Численность
- 1999 год — 53 хозяйства, 142 жителя.

### Динамика
- 1930 год — 29 дворов 156 жителей.
- 1959 год — 154 жителя (согласно переписи).
- 1999 год — 53 хозяйства, 142 жителя.